# Scutisorex thori
La musaraña acorazada de Thor (Scutisorex thori) es una especie de musaraña nativa de la República Democrática del Congo. Ella y su especie hermana, la  musaraña acorazada (Scutisorex somereni), son los únicos mamíferos conocidos por tener vértebras con enclavamiento.

## Descripción
La musaraña acorazada de Thor tiene un cráneo más pequeño y menos vértebras inferiores con ocho en vez de diez u once como en sus especies hermanas. Las vértebras tienen menos ramas huesudas, y las costillas del animal son más planas y más robustas. Al igual que la musaraña acorazada, tiene un muy fuerte respaldo más o menos cuatro veces más fuerte que el de un humano, ajustado por el tamaño. Mide menos de 1 pie (0,30 m) de largo y pesa alrededor de 1,7 onzas (48 g). La musaraña acorazada en general son menos flexibles que la mayoría de los mamíferos, pero son capaces de dar la vuelta en espacios cerrados por sagital flexionando sus espinas.

## Descubrimiento
La musaraña acorazada de Thor fue descrita por primera vez en Biology Letters por un equipo encabezado por el biólogo de vertebrados William T. Stanley en julio de 2013. Se descubrió cuando Stanley diseccionó un espécimen de musaraña acorazada que recogió en el pueblo de Baleko y se encontró que su columna vertebral era diferente de las de los especímenes conocidos. El equipo nombró después a la musaraña Thorvald "Thor" Holmes, Jr. del Museo de Vertebrados de la Universidad Estatal Humboldt, así como una referencia al dios nórdico Thor, debido a la asociación de dios con la fuerza.